# Reggimento del Württemberg del Capo
Il Reggimento del Württemberg del Capo (in tedesco: Württembergisches Kapregiment) fu un'unità militare tedesca che stazionò al capo di Buona Speranza verso la fine del XVIII secolo, al servizio della Compagnia danese delle Indie orientali, e che giocò un ruolo considerevole nella vita culturale della Città del Capo dell'epoca.

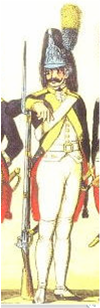
Un soldato del Reggimento del Capo

Nel 1786 il duca Carlo II Eugenio del Württemberg concluse un accordo con la Compagnia danese delle Indie orientali per fornire a questa un reggimento di 2000 uomini per la somma di 300.000 gulden. Ogni soldato caduto sarebbe stato rimpiazzato da una nuova recluta dietro pagamento di un sussidio annuale di 65.000 gulden.

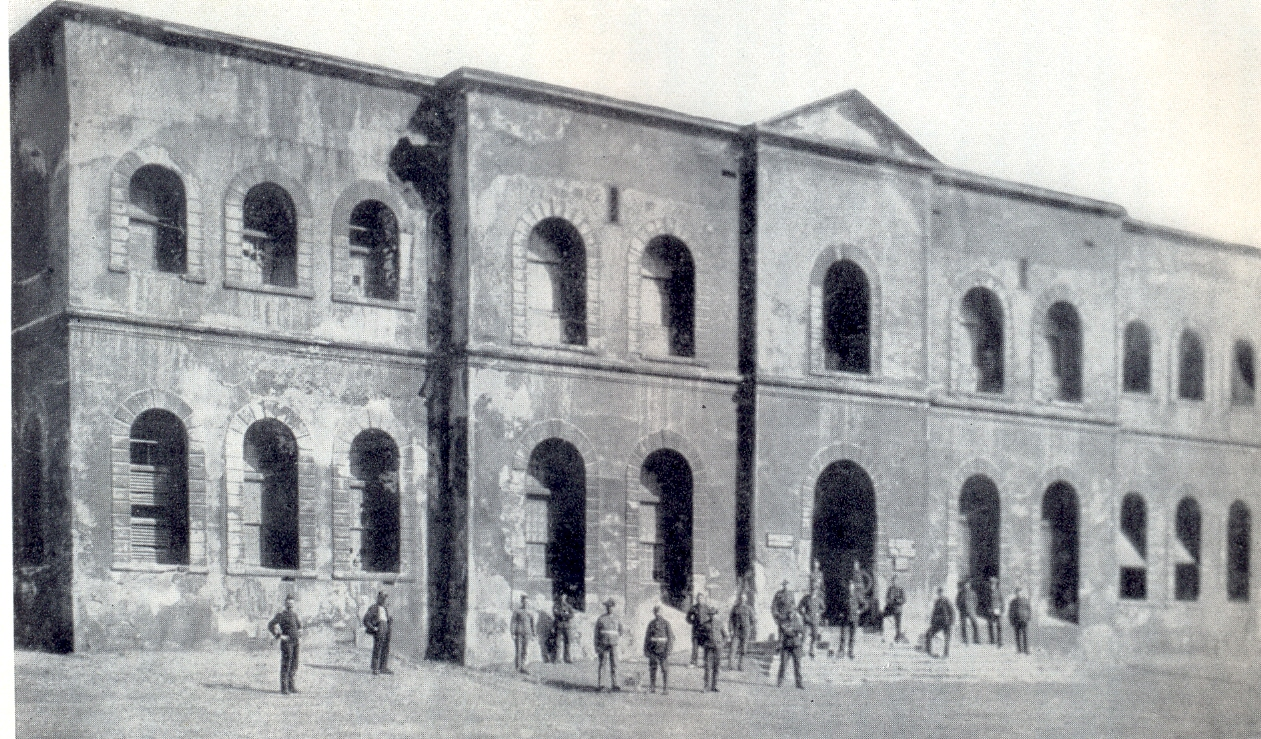
Le caserme del Reggimento del Capo a Città del Capo

Le prime truppe, con 50 ufficiali, partirono nel 1787 dirette a Città del Capo dai Paesi Bassi via nave. Quando raggiunsero la loro destinazione sette mesi dopo 143 delle nuove reclute erano già morte a causa delle privazioni del viaggio.

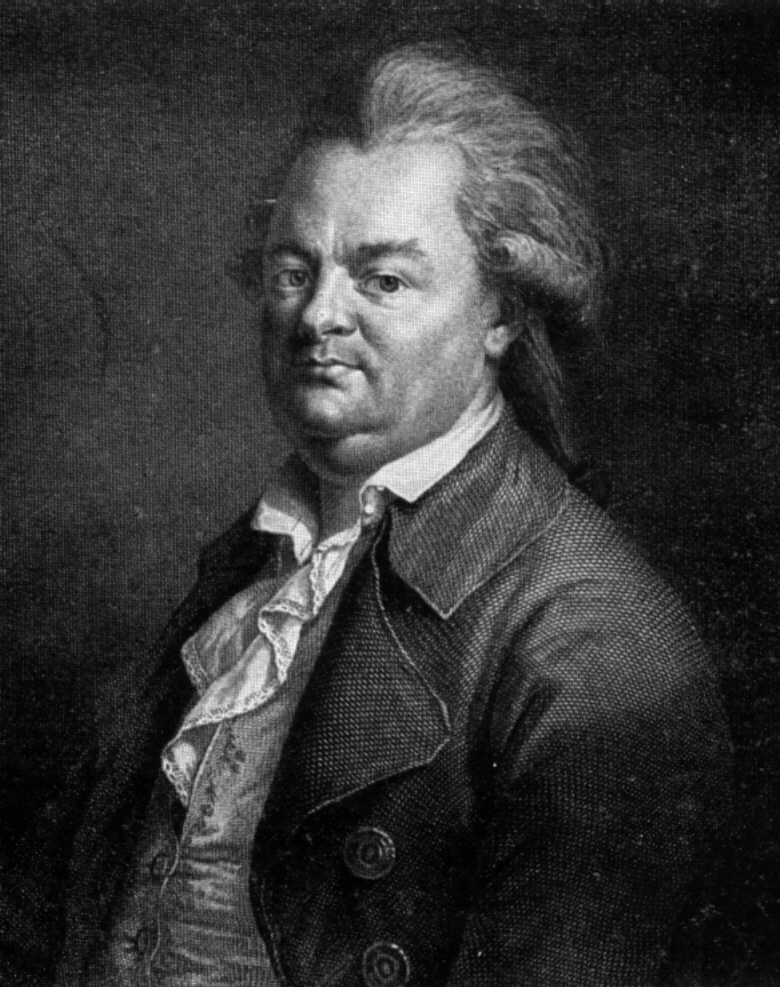
Christian Friedrich Daniel Schubart

Questo esodo fu la causa scatenante di una delle prime poesie tedesche sul Sudafrica: il Kaplied di Christian Friedrich Daniel Schubart.

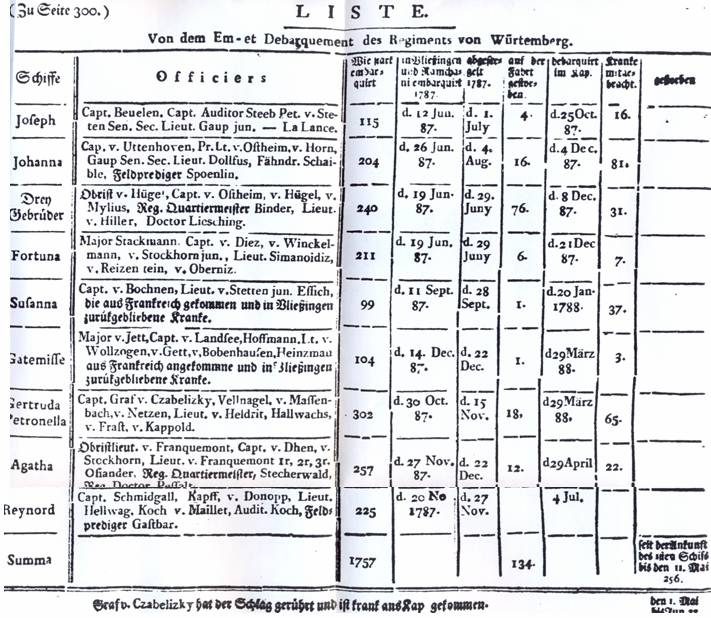
Il manifesto della nave.

Nel 1791 gran parte di questi soldati venne inviata in India, dove morirono quasi tutti. Un piccolo gruppo di tredici tra ufficiali e soldati rimasero al Capo e vi trovarono rifugio.
I membri del reggimento giocarono un ruolo preminente nella vita sociale di Città del Capo durante la loro permanenza. Alcune espressioni come swaapstreek (parola utilizzata per indicare uno scherzo stupido), vennero assorbite nel linguaggio locale proprio in quest'epoca.
Tra gli ufficiali vi erano anche delle persone che avevano frequentato la scuola militare i Stoccarda col poeta tedesco Friedrich Schiller e erano in contatto con lui - come ad esempio il dottor Friedrich Ludwig Liesching ed il cognato del poeta, Karl van Wolzogen. Alcuni i loro, tra cui Liesching, erano collezionisti di esemplari botanici e geologici.
Questi uomini formarono un circolo culturale ed anche una piccola compagnia teatrale che metteva in scena spettacoli in tedesco. Molti sposarono onne locali. Il loro cappellano, Johann Friedrich Spönlin, fu fondamentale per migliorare l'istruzione in città. Il dottor Friedrich Ludwig Liesching divenne proprietario di una grande farmacia e poi divenne primario dell'ospedale di Città del Capo.
Il capitano Johannes Zorn mantenne la posizione i primo landdrost di Città del Capo, e costruì la residenza di Leeuwenhof, oggi residenza ufficiale del primo ministro. Il giardino della villa, con piante esotiche, era uno dei migliori in città.
Johannes Müller, un soldato del reggimento, divenne ricco con la gestione di una taverna, sposando una schiava liberata nel 1817 tornò nella sua terra natia. Qui comprò una residenza, ottenne un titolo nobiliare e venne soprannominato der schwarze Baron (il barone nero).